# Canóvanas (Puerto Rico)
Canóvanas är en stad och kommun i Puerto Rico.

## Geografi
Canóvanas ligger på regionen norra kustslätten av Puerto Rico. Canóvanas gränsar till, i söder Juncos och Las Piedras; i norr Loíza; i väster Carolina; och i öster Río Grande.
Canóvanas sträcker sig över sex barrios och Canóvanas Pueblo (centrum och administrativt centrum). Det är en del av storstadsområdet San Juan.  Canóvanas yta uppgår till 85 km2 och antalet invånare till 43 335 (2000)

## Historia
Precis som andra närliggande städer har Canóvanas närhet till huvudstaden San Juan, tillåtit extraordinär urban och kommersiell utveckling i regionen. Kommunen blev känd på 1990-talet för att popularisera den urbana legenden om chupacabras.

## Barrios
Som alla kommuner i Puerto Rico, är Canóvanas uppdelat (subdivided) i barrios.
1. Canóvanas
2. Canóvanas barrio-pueblo
3. Cubuy
4. Hato Puerco
5. Lomas
6. Torrecilla Alta

Canóvanas stadskärna ligger längs väg PR-3, den historiska huvudvägen mellan San Juan och Fajardo

## Kommersiell sektor
Canóvanas nämns som "dörren till öst" på grund av dess läge på den östra kanten av San Juan Metropolitan Area, och dess närhet till den nordöstra regionen av Puerto Rico. Även expansionen av Route 66 har väckt nytt intresse för Canóvanas som en industriell och kommersiell sektor. Nyligen har den största lokala stormarknadskedjan Econo påbörjat byggandet av ett komplex bestående av administrativt huvudkontor, kyllager och huvudlager.